# Felipe Carrillo Puerto (Michoacán)
Felipe Carrillo Puerto es una localidad del estado mexicano de Michoacán. Es parte del municipio de Álvaro Obregón. Fue fundada el 3 de abril de 1930.

## Toponimia
El nombre de la población rinde homenaje a Felipe Carrillo Puerto, gobernador de Yucatán desde 1922 hasta su asesinato en 1924.

## Demografía
| Gráfica de evolución demográfica |
|                                  |

| Censo | Población |
| ----- | --------- |
| 1930  | 206       |
| 1940  | 237       |
| 1950  | 270       |
| 1960  | 410       |
| 1970  | 572       |
| 1980  | 541       |
| 1990  | 832       |
| 2000  | 888       |
| 2010  | 1 029     |
| 2020  | 1 120     |